# Régent Lacoursière
Pour les articles homonymes, voir Lacoursière.
Régent Lacoursière est un nageur québécois né le 19 avril 1935 à Montréal et mort le 9 mai 2025. Il remporte la Traversée internationale du lac Saint-Jean en 1960. 
Lacoursière, qui participe à quinze traversées du lac Saint-Jean de 1958 à 1972, est intronisé au Panthéon des sports du Québec le 24 novembre 2010. Il est aussi intronisé en 1978 par l'International Marathon Swimming Hall of Fame en Floride (États-Unis).
Régent Lacoursière, surnommé « le Johnny Weissmuller québécois », récolte entre autres 300 médailles dans les rangs de la nage amateur pour ensuite représenter le Canada aux Jeux du Commonwealth en 1954.
Lacoursière est surtout reconnu pour ses écoles de natation pour bébés et son « petit ballon dorsal » que nombre de petits Québécois auront utilisé pour s'initier à la natation[réf. nécessaire] : « il s'est donné (depuis la fondation de son école) 2,5 millions de leçons aux jeunes à partir de six semaines » précisait Lacoursière à La Presse en 1978.
L'école qu'il fonde en 1970, sise à Anjou (Montréal), est toujours active (2015) et ses techniques de nage pour bébé sont encore largement dispensées aujourd'hui.